# Iraponia
Iraponia is een geslacht van spinnen uit de familie Caponiidae.

## Soorten
De volgende soorten zijn bij het geslacht ingedeeld:
- Iraponia scutata Kranz-Baltensperger, Platnick & Dupérré, 2009